# Bioluminescència

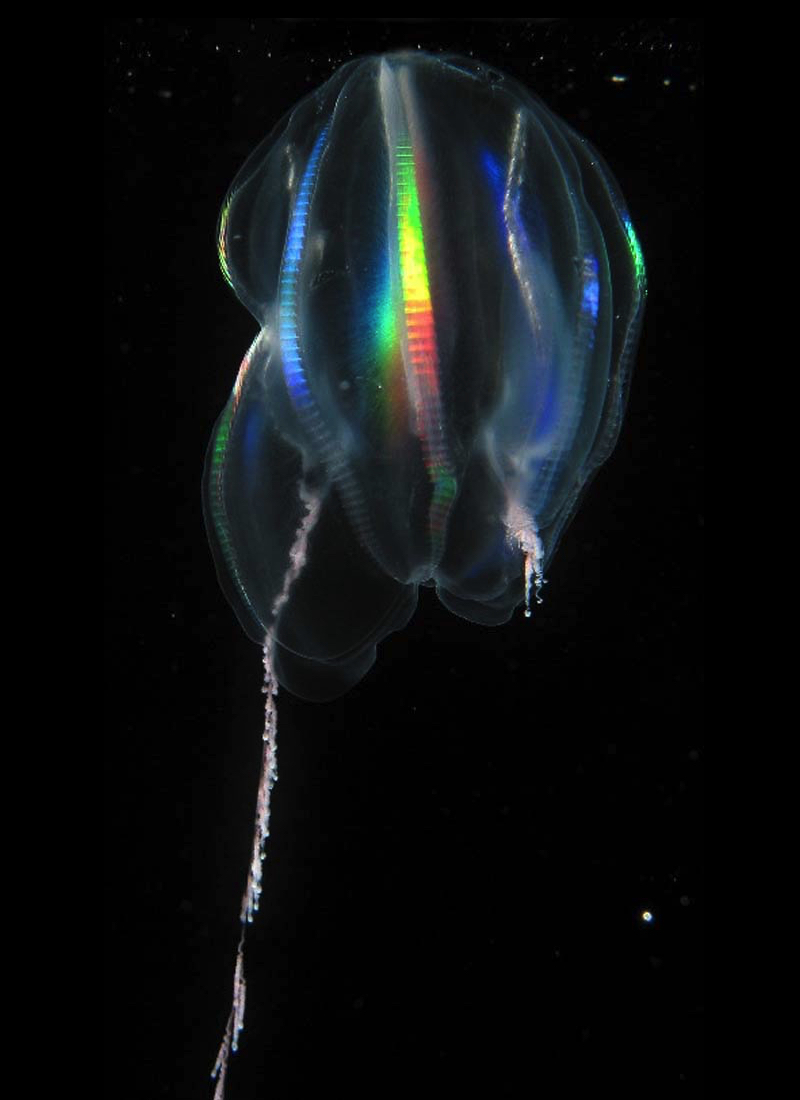
Ctenophore Mertensia ovum

La bioluminescència és la producció de llum de certs organismes vius. És un fenomen molt estès en tots els nivells biològics: bacteris, fongs, protists unicel·lulars, celenterats, cucs, mol·luscs, cefalòpodes, crustacis, insectes, equinoderms i peixos.

## Distribució
La bioluminescència és un fenomen relativament freqüent entre bastants espècies marines; les últimes estimacions consideren que un 90% dels éssers vius que habiten a la part mitjana i abissal dels mars podrien ser capaços de produir llum d'una manera o d'altra. En hàbitats terrestres, la bioluminescència no és tan comuna. La llum emesa pel peix o la carn en descomposició és deguda a bacteris, si bé la de la fusta morta es deu tant a bacteris com als micelis de certs fongs. Al mar, existeixen bacteris lliures com ara les Bacterium phosphorescens (Fischer, 1888) o l'espècie del mar Bàltic Vibrium balticum. Molts altres bacteris bioluminescents viuen com a paràsits o en simbiosi amb altres animals.

## Curiositats
- Durant la Segona Guerra Mundial, la llenya apilada en algunes zones de Londres brillava amb tanta intensitat que s'havia de tapar per evitar que fos vista des dels avions enemics.
- Els fongs bioluminescents han sigut emprats en graners per a evitar el foc, i també en mines per a evitar així el perill d'explosions.
- En regions polars, on la foscor abunda durant molts mesos, els esquimals senyalen els camins mitjançant uns trossos d'escorça d'arbre en què creix un fong bioluminescent.